# Thần kinh hạ thiệt
Thần kinh hạ thiệt là thần kinh thứ 12 trong tổng số 12 đôi dây thần kinh sọ, chi phối vận động các cơ trong và ngoài của lưỡi, ngoại trừ cơ khẩu cái - lưỡi (được thần kinh lang thang chi phối vận động). Đây là dây thần kinh chỉ có chức năng vận động. Thần kinh có nguyên ủy nhân thần kinh hạ thiệt nằm trong thân não, là tập hợp một số rễ nhỏ, đi qua ống thần kinh hạ thiệt xuống cổ, cuối cùng lại đi qua và chi phối vận động cho cơ lưỡi. Có hai dây thần kinh hạ thiệt trong cơ thể: một ở bên trái và một ở bên phải.
Thần kinh có chức năng kiểm soát các chuyển động của lưỡi, tham gia điều khiển hoạt động nói và nuốt, lè lưỡi và đá lưỡi từ bên này sang bên kia. Tổn thương thần kinh có thể ảnh hưởng đến khả năng vận động của lưỡi, nguyên nhân phổ biến nhất là do chấn thương khi phẫu thuật và do bệnh liên quan đến thần kinh vận động. Herophilos là người đầu tiên ghi chép về dây thần kinh vào thế kỷ III trước Công nguyên. Cái tên "hạ thiệt" bắt nguồn từ thực tế là đường đi của thần kinh nằm ở dưới lưỡi, theo tiếng Hán Việt: hạ ("dưới") và thiệt ("lưỡi"). Trong danh pháp Latin, từ hypo (tiếng Hy Lạp: "dưới") và glossa (tiếng Hy Lạp: "lưỡi").

## Cấu trúc

### Nhân nguyên ủy
Nhân thần kinh hạ thiệt (nucleus nervi hypoglossi) nằm ở gần đường giữa tại mặt sau của chất xám hành tuỷ. Nó dài khoảng 2 cm. Phần trước trên của nó nằm bên dưới tam giác thần kinh hạ thiệt ở sàn não thất 4, phần sau dưới của nó kéo dài xuống đến sát tuỷ sống.
Nhân thần kinh XII bao gồm các neuron vận động lớn và các sợi có myelin nằm rải rác. Nhân được tổ chức thành các phần bụng và lưng, mỗi phần lại được chia thành các dưới nhân giữa và bên chi phối cho các cơ lưỡi khác nhau.
Một số nhóm tế bào nằm quanh nhân thần kinh hạ thiệt, được gọi là các nhân quanh nhân thần kinh hạ thiệt (nuclei perihypoglossales) bao gồm nhân xen (nucleus intercalus), nhân trước nhân thần kinh hạ thiệt (nucleus prepositus hypoglossi), nhân dưới nhân thần kinh hạ thiệt (nucleus sub hypoglossal) và nhân cạnh giữa lưng (nhân lưới). Các tiếp nối với tạng và vị giác thông qua nhân xen.
Các sợi thần kinh XII đi ra ở măt trước của nhân, đi qua cấu tạo lưới ở ngoài liềm giữa, chạy ở phía trong nhân trám dưới, rồi cong ra ngoài để thoát ra nông như là một loạt của 10 đến 15 rễ nhỏ ở rãnh trước-bên, phân tách tháp hành (pyramid) và trám hành (olive).
Nhân thần kinh hạ thiệt nhận được các sợi vỏ nhân đến từ hồi trước trung tâm và các vùng liền kề chủ yếu là bán cầu bên đối diện. Các sợi này trực tiếp tạo synapse lên các neuron vận động của nhân hoặc thông qua các neuron liên hợp, chi phối phía ngoài lưỡi. Có bằng chứng cho thấy hầu hết các dưới nhân tiếp nhận các sợi đến từ cả hai bán cầu. Nhân có thể có tiếp nối với tiểu não qua các nhân quanh nhân thần kinh hạ thiệt, và có lẽ cũng cả với cấu tạo lưới hành tuỷ, nhân cảm giác thần kinh sinh ba và nhân đơn độc.

### Đường đi và liên quan
Các rễ nhỏ của thần kinh hạ thiệt đi từ phía trước của hành não, phần dưới cùng của thân não, trong rãnh trước-bên. Thần kinh đi qua khoang dưới nhện và xuyên qua màng cứng gần ống thần kinh hạ thiệt, một lỗ ở trong xương chẩm của hộp sọ.
Sau khi thoát ra từ ống thần kinh hạ thiệt, thần kinh hạ thiệt tạo ra một nhánh màng não và nhặt một nhánh từ rễ trước của C1 (đốt đội). Sau đó, nó đi gần đến thần kinh lang thang (thần kinh X) và rễ sống của thần kinh phụ, tạo một nửa vòng xoắn xuống phía sau, quanh hạch dưới của thần kinh X và đi qua giữa động mạch cảnh trong và tĩnh mạch cảnh trong nằm trên bao động mạch cảnh.
Tại một điểm ngang mức với góc xương hàm dưới, dây thần kinh chạy ra trước, ở giữa hai mạch máu và trở nên nằm ở nông dưới bụng sau cơ hai bụng. Sau đó, nó vòng thành một cái quai quanh một nhánh ức - đòn - chũm dưới của động mạch chẩm, lần lượt bắt chéo ở mặt ngoài động mạch cảnh trong, động mạch cảnh ngoài và quai động mạch lưỡi ở ngay trên đỉnh của sừng lớn xương móng, còn bản thân nó lại bị mắt chéo bởi tĩnh mạch mặt.
Thần kinh hạ thiệt di chuyển chếch lên trên, về phía trước trên của cơ móng - lưỡi (hyoglossus) và dưới mặt sâu cơ trâm - móng và thần kinh lưỡi. Nó tiếp tục đi dưới sâu đến cơ cằm - lưỡi tiến về phía đỉnh lưỡi. Nó chi phối các nhánh cho cơ nội tại của lưỡi, và chi phối một số cơ ngoại lai của lưỡi (móng - lưỡi, cằm - lưỡi và trâm - lưỡi), nơi thần kinh đi qua.

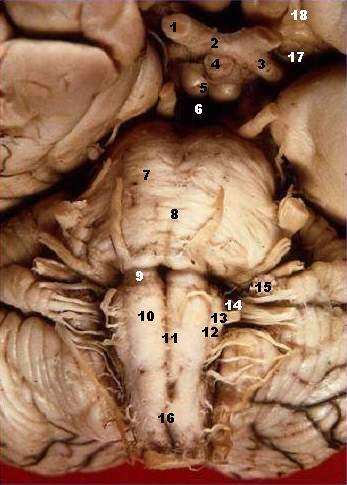
1. 10 đến 15 rễ nhỏ của thần kinh hạ thiệt (12) ở rãnh trước-bên, phân tách trám hành (13) và tháp hành.
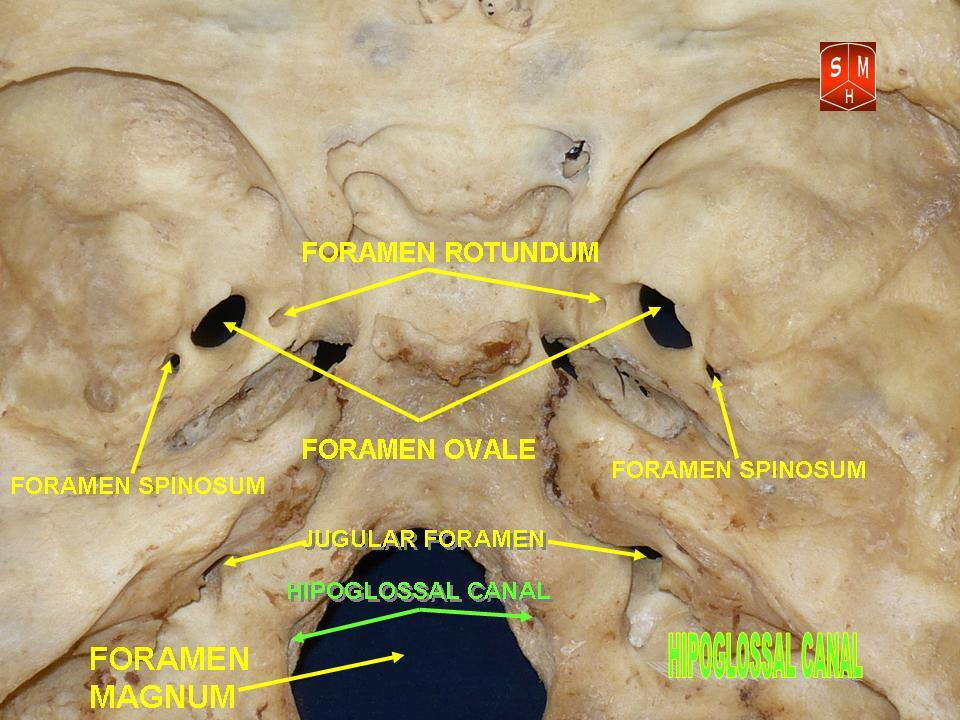
2. Thần kinh hạ thiệt rời hộp sọ thông qua ống thần kinh hạ thiệt (hypoglossal canal), nằm gần lỗ lớn (foramen magnum), nơi tủy sống chui qua.
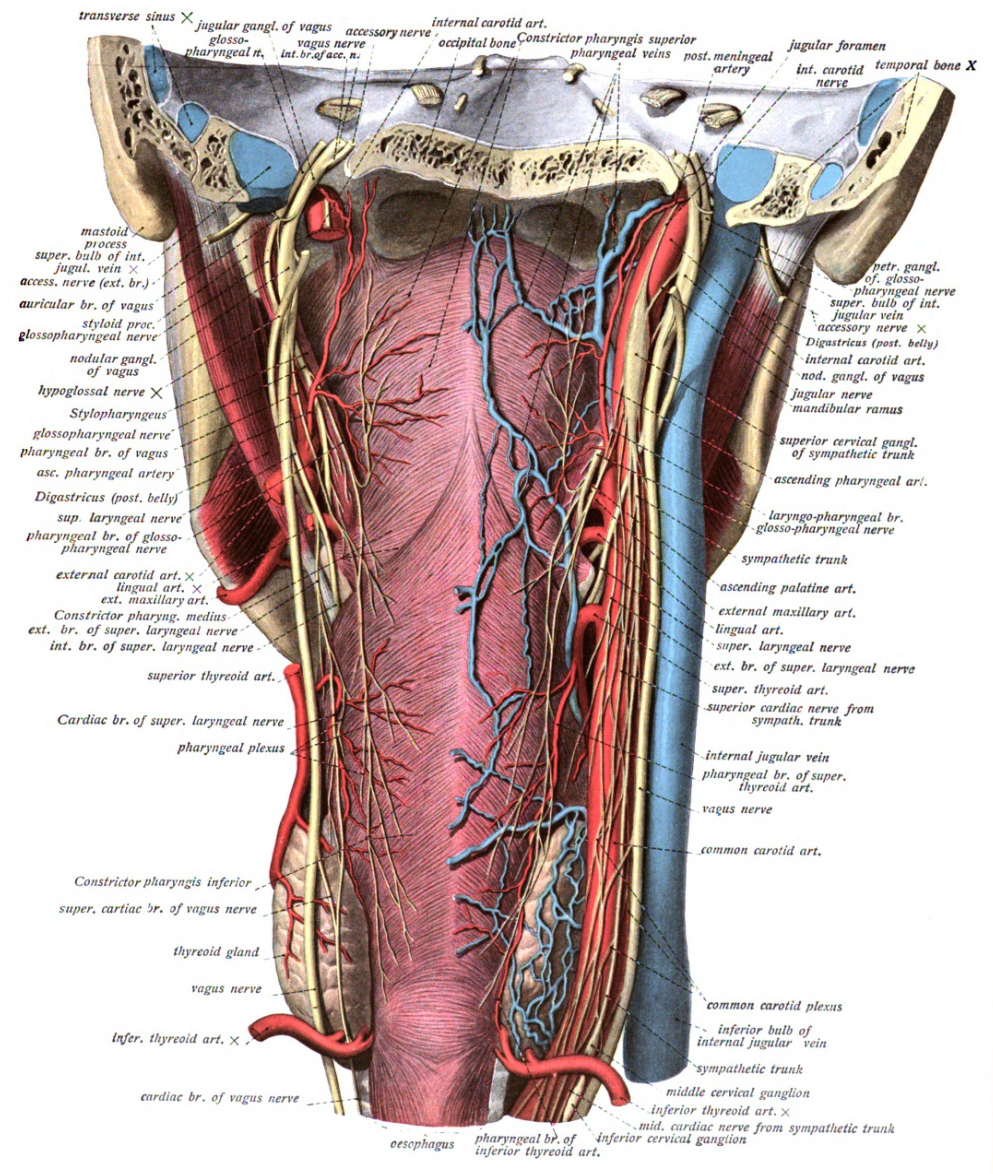
3. Sau khi rời khỏi hộp sọ, thần kinh hạ thiệt đi quanh thần kinh lang thang và sau đó đi ở vị trí nông dưới bụng sau của cơ hai bụng.
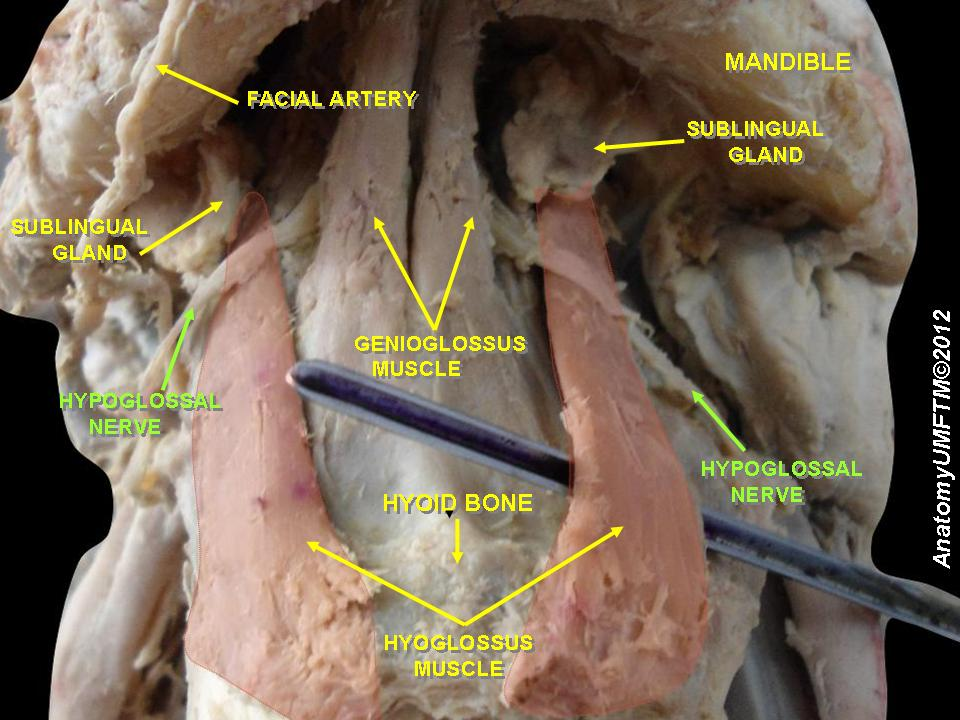
4. Sau đó, thần kinh hạ thiệt đi sâu đến cơ móng - lưỡi và chi phối cơ này. Nó tiếp tục đi và chi phối cơ cằm lưỡi, tiến về đỉnh lưỡi, để phân chia thành các nhánh chi phối cho cơ lưỡi.

### Phát triển
Thần kinh hạ thiệt có nguồn gốc từ cặp đốt đầu tiên của đốt chẩm, một phần trung bì nằm bên cạnh trục chính của phôi trong sự phát triển phôi thai người. Các cơ được chi phối bởi thần kinh này phát triển dưới dạng bó hạ thiệt từ các đốt cơ của bốn cặp đốt chẩm đầu tiên. Tuần thứ tư, thần kinh nhìn thấy được (dưới dạng một đám rễ), và tuần thứ năm hợp lại thành một sợi duy nhất (ở mỗi bên).
Nhân thần kinh hạ thiệt có nguồn gốc từ tấm nền của hành não thời kỳ phôi thai.

## Chức năng

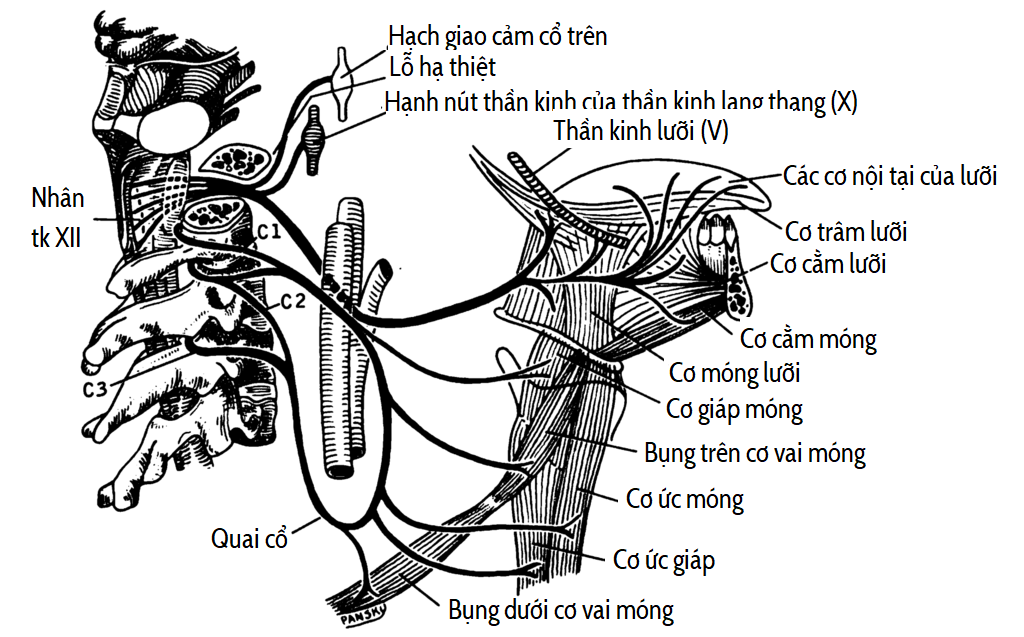
Sơ đồ chi phối của thần kinh hạ thiệt.

Thần kinh hạ thiệt chi phối kiểm soát vận động của các cơ bên ngoài của lưỡi: cơ cằm - lưỡi, cơ móng - lưỡi, cơ trâm - lưỡi và các cơ bên trong của lưỡi. Chúng đại diện cho tất cả các cơ của lưỡi ngoại trừ cơ khẩu cái - lưỡi. Thần kinh hạ thiệt là một loại sợi ly tâm bản thể chung (GSE).
Những cơ này có liên quan đến việc di chuyển, thao tác lưỡi. Cơ cằm - lưỡi bên trái và bên phải chi phối động tác nhô lưỡi ra ngoài. Các cơ gắn vào mặt dưới của phần trên và phần sau lưỡi chi phối động tác nhô lưỡi ra và lệch về phía đối diện. Thần kinh phụ cũng chi phối các cử động khác như làm sạch miệng bằng nước bọt và các hoạt động không kiểm soát được khác (giống hoạt động cơ trơn). Nhân hạ thiệt tương tác với cấu tạo lưới, tham gia kiểm soát một số chuyển động phản xạ hoặc tự động, và một số sợi có nguồn gốc vỏ não chi phối chuyển động vô thức liên quan đến lời nói.

## Ý nghĩa lâm sàng

### Chấn thương
Rất hiếm báo cáo về chấn thương cho thần kinh hạ thiệt. Các nguyên nhân gây thương tích phổ biến nhất là do khối u và vết thương súng đạn, ngoài ra còn có các nguyên nhân khác như tổn thương phẫu thuật, đột quỵ hành não, đa xơ cứng, hội chứng Guillain-Barré, nhiễm trùng, bệnh sarcoid, và sự tồn tại của một mạch máu giãn trong ống thần kinh hạ thiệt. Chấn thương có thể xảy ra ở một hoặc cả hai bên kéo theo triệu chứng khác nhau. Do thần kinh hạ thiệt có liên quan mật thiết với các cấu trúc khác như dây thần kinh, động mạch và tĩnh mạch, rất hiếm khi chỉ có một mình thần kinh hạ thiệt bị tổn thương. Ví dụ, tổn thương dây thần kinh ở dưới hàm trái và dưới hàm phải sẽ đi kèm với tổn thương thần kinh mặt và thần kinh sinh ba do hậu quả của một cục máu đông gây xơ cứng động mạch đốt sống gây đột quỵ. Hệ quả là cơ miệng cứng lại, khó khăn trong việc nói, ăn và nhai.
Liệt hành tủy tiến triển (progressive bulbar palsy), một dạng bệnh thần kinh vận động, có liên quan đến các tổn thương kết hợp nhân hạ thiệt và nhân hoài nghi cùng với các dây thần kinh vận động của cầu não và hành não teo lại. Bệnh nhân gặp khó khăn khi cử động lưỡi, nói, nhai và nuốt do rối loạn chức năng một số nhân thần kinh sọ. Bệnh thần kinh vận động là bệnh phổ biến nhất ảnh hưởng đến thần kinh hạ thiệt.

### Khám

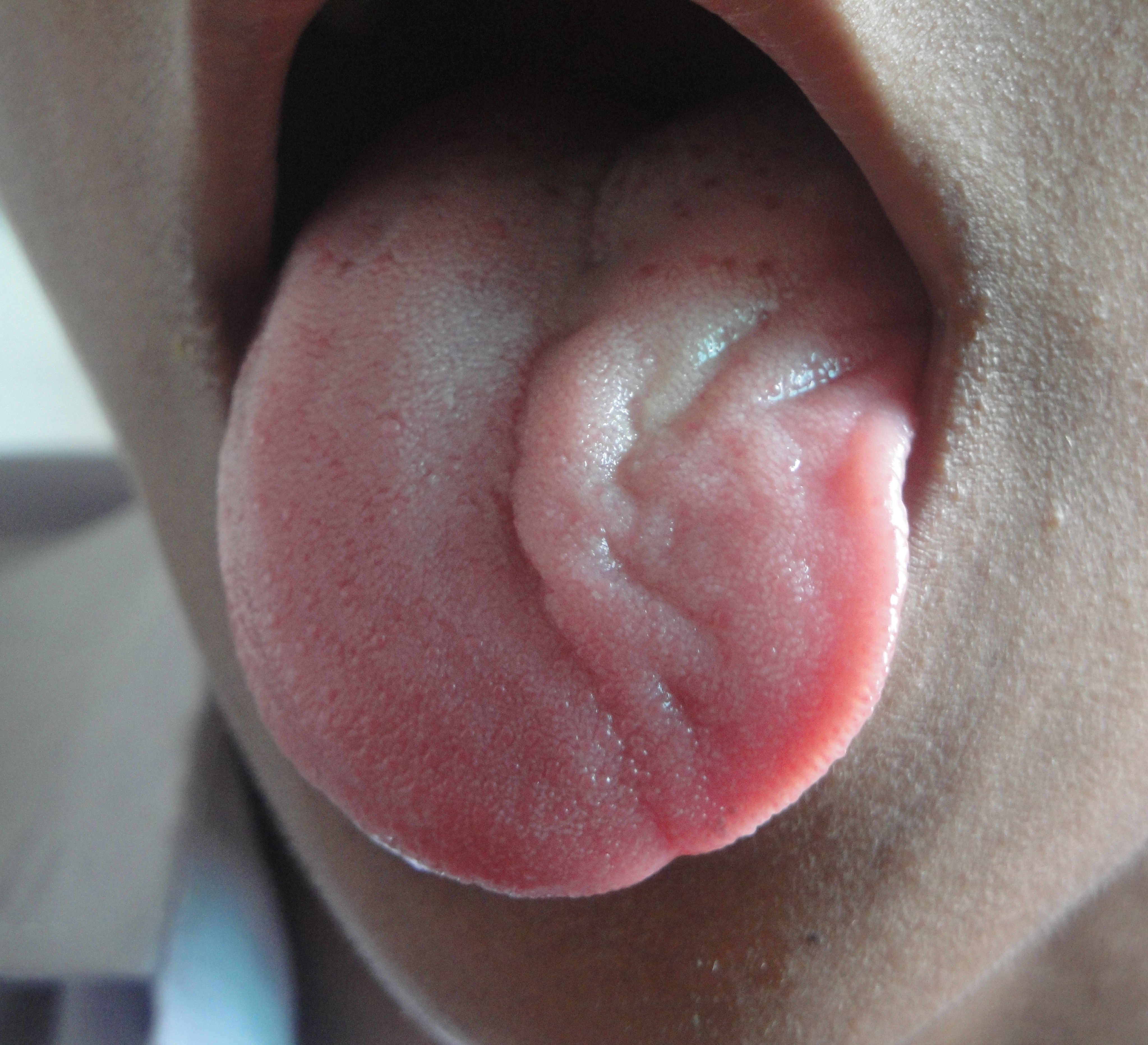
Thần kinh hạ thiệt ở một bên bị thương. Lưỡi bị teo cơ và khi lè lưỡi, lưỡi không thể nhọn ra ngoài. Đây có thể là tai biến phẫu thuật nang khe mang (Branchial cyst).

Khám lưỡi và các chuyển động của lưới giúp kiểm tra thần kinh sọ. Ở trạng thái nghỉ, nếu thần kinh bị tổn thương, lưỡi xuất hiện một "túi giun" (sự co cứng cơ cục bộ - fasciculation) hoặc teo cơ. Bác sĩ yêu cầu bệnh nhân lè lưỡi, nếu có tổn thương thần kinh, lưỡi thông thường sẽ lệch sang một bên (nhưng không phải là cứ tổn thương, bệnh nhân sẽ bị lệch lưỡi). Khi tổn thương thần kinh, bệnh nhân cảm thấy lưỡi "dày", "nặng" hoặc "hoạt động vụng về". Yếu cơ lưỡi dẫn đến chậm nói, ảnh hưởng đến các âm phát ra nhờ chuyển động vào lưỡi (ví dụ, âm rung cạnh lưỡi, âm tắc răng, âm tắc chân răng, âm mũi ngạc mềm, âm R, v.v.). Test sức mạnh của cơ lưỡi bằng cách yêu cầu bệnh nhân chọc lưỡi vào bên trong má của họ, trong khi đó bác sĩ cảm nhận độ mạnh của lưỡi bằng cách để tay hoặc ấn vào má bệnh nhân.
Thần kinh hạ thiệt mang neuron vận động dưới, tạo synapse với neuron vận động trên ở nhân hạ thiệt. Các triệu chứng liên quan đến chấn thương sẽ phụ thuộc vào vị trí chấn thương trên đường đi này. Nếu tổn thương rơi vào chính dây thần kinh (tổn thương neuron vận động dưới), do yếu cơ cằm - lưỡi của bên bị ảnh hưởng, dẫn đến lệch lưỡi từ phía đối diện, lưỡi sẽ cong về phía bị tổn thương. Nếu tổn thương ở đường thần kinh (tổn thương neuron vận động trên), lưỡi sẽ cong về phía không tổn thương, do tác động của cơ cơ cằm - lưỡi bị ảnh hưởng nhưng không bị co cứng cơ cục bộ hoặc teo cơ, dẫn đến việc phát âm khó khăn. Tổn thương nhân hạ thiệt khiến bệnh nhân teo cơ lưỡi và lệch về phía bị ảnh hưởng khi lè lưỡi, do cơ cằm - lưỡi bị yếu đi.

### Sử dụng trong phục hồi thần kinh
Thần kinh hạ thiệt có thể tạo nhánh (anastamoses) với thần kinh mặt để cố gắng khôi phục chức năng khi dây thần kinh mặt bị tổn thương (ví dụ, do chấn thương hoặc ung thư). Có thể nối toàn bộ hoặc một phần sợi thần kinh từ thần kinh hạ thiệt với thần kinh mặt.

## Lịch sử thuật ngữ
Nhà giải phẫu học Hy Lạp Herophilos (335–280 TCN) là người đầu tiên mô tả thần kinh hạ thiệt, nhưng ông không đặt tên. Năm 1773, Winslow đặt tên là hypoglossal theo tiếng Latin: nervi hypoglossi externa. Một số tác giả sử dụng các danh pháp khác nhau như nervi indeterminati, par lingual, par gustatorium, great sub-lingual. Còn Winslow sử dụng hai danh pháp là gustatory nerve và lingual nerve. Năm 1778, Soemmering sử dụng danh pháp nerve hypoglossum magnum. Sau đó, năm 1800, khi dịch sách của Winslow, Cuvier đặt tên là great hypoglossal nerve. Cuối cùng, vào năm 1832, Knox đặt danh pháp giải phẫu tiếng Anh là hypoglossal nerve (thần kinh hạ thiệt).

## Ở động vật
Thần kinh hạ thiệt là một trong 12 đôi dây thần kinh sọ được tìm thấy ở động vật có màng ối, gồm bò sát, động vật có vú và chim. Giống con người, tổn thương thần kinh dẫn đến khó khăn di chuyển lưỡi khi uống nước, giảm độ mạnh của lưỡi, ban đầu gây lệch lưỡi ra phía lành, sau đó lệch sang bên tổn thương như hệ quả của sự co cứng. Nguồn gốc tiến hóa của thần kinh khám phá qua các nghiên cứu thần kinh ở loài gặm nhấm và bò sát. Thần kinh hạ thiệt là phát sinh tiến hóa từ thần kinh đốt sống cổ, được biệt hóa từ từ trong quá trình tiến hóa.
Kích thước của thần kinh hạ thiệt được đo bằng kích thước của ống thần kinh hạ thiệt, có liên quan đến sự tiến hóa của loài linh trưởng. Có giả thuyết cho rằng kích thước thần kinh lớn hơn sẽ giúp cho loài vật dễ dàng phát triển khả năng phát âm. Tuy nhiên giả thuyết này đã bị bác bỏ.